# Батсірай (циклон)
Циклон Батсірай (англ. Cyclone Batsirai) — потужний тропічний циклон, який сильно вплинув на Мадагаскар, ставши найсильнішим тропічним циклоном, що обрушився на Мадагаскар з часів циклону Енаво у 2017 році. Він також обрушився на берег незабаром після Тропічного шторму Ана, який також обрушився на острівну країну під час сезону циклонів у південно-західній частині індійського океану в 2021—2022 роках.
Маврикій і Реюньйон постраждали від шторму, хоча наслідки були відносно незначними. Повідомлялося про 122 загиблих — 120 на Мадагаскарі і 2 на Маврикії — через Батсірай, і оцінка збитків все ще триває. У міру наближення шторму Мадагаскар підготував запаси для відновлення, побоюючись значних повеней через безплідну географію країни. Організація Об'єднаних Націй також підтримала зусилля з підготовки та надання допомоги після урагану, оскільки очікувалося, що від нього постраждають мільйони людей. Батсірай обрушився на країну рано-вранці 5 лютого, викликавши сильні удари і серйозно порушивши електропостачання та зв'язок у постраждалих районах. Цілі міста були спустошені, тисячі споруд було пошкоджено або зруйновано. Після того, як шторм пройшов, тисячі людей було евакуйовано до тимчасових притулків. Батсірай залишив не менше 112 000 евакуйованих людей і постраждало 124 000 будинків